# Pont sur le Touch de Blagnac
 (novembre 2024).
Le pont sur le Touch – ou pont d'Ancely – est un pont en arc français entre Blagnac et Toulouse, dans la Haute-Garonne. Ce pont routier et ferroviaire porte l'avenue des Arènes-Romaines et permet ce faisant le franchissement du Touch par les deux lignes du tramway de Toulouse, lesquelles parcourent une partie de cet axe. Il est inscrit monument historique depuis le 11 avril 1950.

### Sources
Coppolani, Jean, Riou, Patrick. Les ponts de Toulouse. Toulouse, Privat, 1992